# Arijaramna
Arijaramna (staroperzijsko 𐎠𐎼𐎡𐎹𐎠𐎼𐎶𐎴 Ariyāramna, (tisti), ki Arijcem (Irancem) prinese mir, grško starogrško Ἀριαράμνης, Ariarámnes, sodobno perzijsko اریارمنه) je bil prastric Kira Velikega in praded Dareja I. in morda kralj Parsumaša v jedru Perzijskega kraljestva.
Arijaramna je bil zelo verjetno brat Kira I. Anšanskega in sin Teispa, vendar ne zagotovo. Vsekakor je bil član ahemenidske vladarske dinastije. Napis na Behistunskem napisu priča, da je bil prvi kralj v veji Ahemenidov, ki je vladala vzporedno s Kirom I. in njegovim sinom Kambizom I.

## Hamadanska tablica
V prvi polovici 20. oletja so v Ekbatani, sodobnem Hamadanu, odkrili odlomka dveh zlatih tablic, povezana z Arijaramno. Na njiju sta domnevno dokumentirani vladavini Arijaramne in njegovega sina Arsama, pisani v prvi osebi v staroperzijskem jeziku. Tablica je edini dokaz o Arijaramnovi vladavini in njegovi veji ahemeniddke vladarske družine iz jegovega časa. 
Drugi dokaz njegove vladavine je na kasnejšem Behistunskem napisu, na katerem je njegov prvanuk Darej I. zapisal, da je pred njim vladalo osem ahemenidskih kraljev, se pravi da so tudi Arijaramno šteti za kralja. 